# 游戏机制
游戏机制（英语：Game mechanics），是游戏设计中的一个重要概念。
在桌面游戏和电子游戏中，游戏机制是支配和指导玩家行为以及规定游戏将如何对它们作出反应的规则。因此，游戏的机制有效地规定了游戏会怎样服务于玩游戏的人。 
游戏机制没有具体公认的定义。一些有争论中的定义包括以下观点：游戏机制是“玩家与游戏之间互动的系统”，它们“可能不仅是玩家认知中的那样只是那些影响游戏体验的东西”和“在桌面游戏和电子游戏中指导玩家和规定游戏对玩家的动作行为做出反应的规则和程序”。 
所有的游戏都有游戏机制；但是，关于游戏机制在游戏中的重要性存在不同的理论。通常来说，游戏设计的过程和研究方向是努力思考如何设计出一套游戏机制，以营造能吸引人进行游玩的的但不一定得是有趣的游戏体验。游戏中各种游戏机制的交互作用决定了游戏中玩家交互的复杂性和水平，又与游戏中的环境及资源一起决定了游戏平衡性。一些形式的游戏机制已在游戏中使用了数百年，而其他形式则相对较新，在过去十年中才得以发明。

## 游戏机制与游戏玩法的比较
游戏玩法可以定义为游戏中许多元素的结合和互动。 但是，关于游戏机制和游戏玩法之间的差异很令人费解。一些看法认为，游戏玩法不过是一套游戏机制。另一些看法认为，游戏玩法（尤其是提及到“基本游戏玩法”）指的是确定游戏本身整体特征的某些核心游戏机制。
举例来说，射击类或格斗类电子游戏的基本游戏玩法是击中目标的同时使自己不击中。在文字冒险游戏中，基本游戏玩法通常是解决与上下文有关的难题。扑克牌的基本玩法是利用卡牌产生某些数字或组合。高尔夫的基本游戏玩法是击球并使球到达指定位置。例如，在《山地赛车》中，掌握油门和刹车的节奏以应对复杂地形是关键机制之一。玩家还可以参考顶级技巧指南 （页面存档备份，存于），例如如何最大限度地提高燃油效率或在不同的车辆之间进行选择以提高他们的游戏性能。
这些游戏的目标也有别于游戏玩法本身。例如，通过最后一个关卡（平台游戏），击败头目，随着故事发展推动角色的进步成长（角色扮演游戏），或将球打入洞中（高尔夫球），可能是玩游戏的目标，游戏的乐趣主要来自于达到这一目标的手段和过程。基本游戏玩法定义了游戏对于玩家的意义，而游戏机制则决定了整个游戏的组成部分。 
在电子游戏中，玩家对什么是游戏玩法有明确定义，即：
- 玩家可以做什么

- 其他实体可以做什么来回应玩家的行为[6]

玩家和其他实体可以在游戏中做的事情也属于游戏机制的一部分。
然而，从编程或总体设计的角度看，基本游戏玩法可以进一步被解构，以揭示组成游戏的机制。例如，格斗游戏的基本游戏玩法可以分解为攻击和防御，或者拳，脚，挡，闪避和投掷；拳和脚又可以进一步解构为强/弱拳/脚。因此，游戏机制更多的是工程概念，而游戏玩法更多的是设计概念。

## 游戏机制与游戏主题的比较
有些游戏是“抽象的”，即游戏中的动作并不能代表任何东西。围棋就是一个著名的例子。其余游戏都有一个“主题”——一些用于表示的元素。大富翁就是一个著名的例子，其中游戏的事件代表着某一种活动，在此处是财产的买卖。 
在机制上相似的游戏在主题上可能存在很大差异。德式桌上游戏通常以相对简单的系统为特色，并强调游戏机制，其主题仅是用于映衬游戏机制的背景。另一方面，有些战争游戏因复杂的规则和充满细节的模拟而闻名。

## 关键游戏机制的分类
游戏机制大致分为几个明确定义的类别，这些类别（及基本游戏玩法和主题）有时被用作对游戏进行分类的基础。 

### 回合

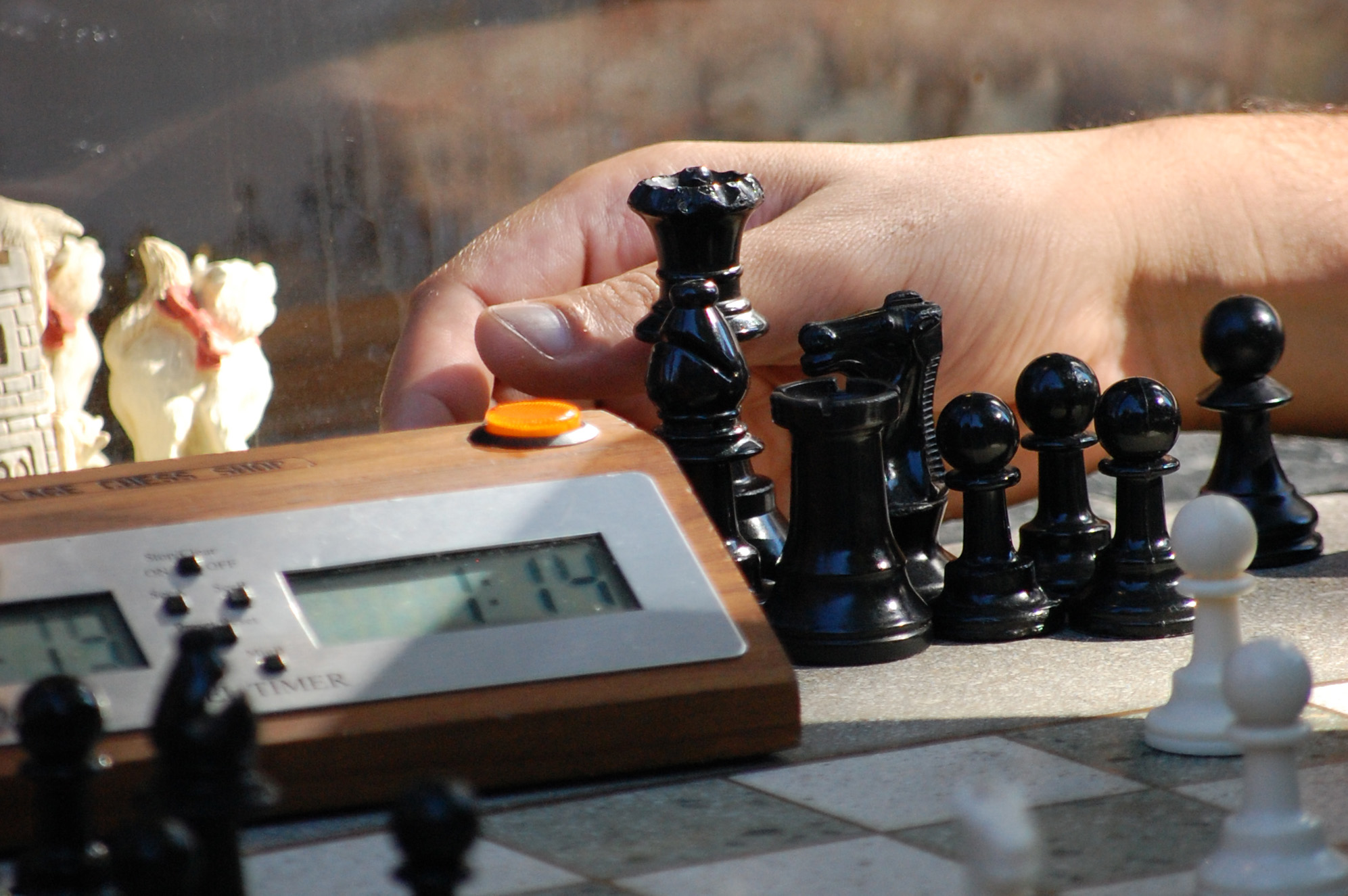
一个棋鐘可以用来测量和限制回合制游戏中每个玩家所用的时间

对于几乎所有非计算机游戏以及许多电子游戏来说，游戏回合都很是重要的基本概念（尽管各种实时类型已在电子游戏中变得越来越流行）。通常来说，回合是游戏的一部分，在继续进行下一回合之前会玩家可以进行某些动作，在每回合中事件的顺序在很大程度上是重复的。在真正的抽象游戏（如西洋双陆棋）中，回合无非是调节比赛的手段。 在不太抽象的游戏（如《Risk》）中，回合显然表示时间的流逝，但是时间的长短并不明确，也不重要。在模拟游戏中，时间通常更具体。战争游戏通常会指定每个回合代表的时间，在体育游戏中，一个回合通常显然是一场“比赛”，尽管一回合花费的时间会有所不同。
有些游戏采用玩家回合的形式，一个玩家先执行自己的动作，然后另一个玩家才可以在回合中执行动作（《地产大亨》和国际象棋就是典型的例子）。有些采用游戏回合的形式，所有玩家都参与单个回合内的动作（如模拟美式足球的棋盘游戏往往会让两个玩家都进行选择，然后再决定结果；每次“打”或“下”都可以视为一个回合 ）。某些游戏采用包含玩家回合的游戏回合，并可能还会添加其他动作（如《文明》的一回合包含一系列玩家回合，然后是所有玩家都参与的交易回合）。
在本来应该是某种模拟的游戏中，玩家回合的顺序性可能会引起问题，并导致主题发生一些预料之外的变化。半同时回合允许一个玩家在其他玩家的回合期间做出一些反应。基于脉冲的回合系统将回合分成较小的部分或称为脉冲，每个人一次执行一些操作，然后对当前情况做出反应，然后再继续下一个脉冲（如《星际舰队之战》或《汽车大战》）。
在某些游戏中，并非所有回合都是一样的。 通常来说，这是在游戏的不同阶段（或回合的不同部分）发生的差异。例如，《罗马帝国2》每三个回合（一个月）就有一个“征税和动员阶段”，而在其他各回合中则没有。《拿破仑》则有一个不同寻常的想法，即每三个玩家回合就有一个不允许战斗的“夜间回合”。
即使在实时计算机游戏中，通常也会有一定的周期性影响发生。 例如，《魔兽世界》中受伤的角色会在不战斗时会逐渐恢复健康，恢复速度是根据角色的统计信息计算得出的，并以“刻”为单位一次性应用，因此角色每游戏刻将获得10点生命值，而不是每十分之一游戏刻获得1点生命值。这些周期性的影响可以被视作是回合概念的残余。

### 行动点
一些游戏通过在每个回合中为每个玩家分配被称为“行动点”的预算来控制他们的游戏行为。这些点数可以根据游戏规则用于各种动作，例如移动棋子，抽卡，收集货币等。这种类型的机制在许多“德式桌上游戏”中很常见。

### 拍卖与竞标
一些游戏使用拍卖与竞标系统，其中玩家进行竞争性出价以确定哪个玩家有权执行特定动作。这样的拍卖可以基于不同形式的“付款”：
- 中标者必须以某种形式的游戏资源（游戏币，积分等）支付获得的特权。（如《太阳神Ra（英语：Ra (board game)）》）

- 中标者不需要为拍卖胜出而进行支付，此处拍卖的是一种承诺，即中标者将在不久的将来完成某些目标。 如果未能实现这些目标，则中标者要支付某种形式的罚款。 这样的系统用于诸如桥牌之类的许多吃磴游戏中。

在某些游戏中，拍卖会确定获得特权的唯一玩家；在另一些游戏中，拍卖会将所有玩家按顺序排列，通常是他们在当前一轮游戏中游玩的顺序。

### 卡牌
一些游戏涉及到类似于游戏牌的纸牌的使用，将其充当随机数生成器和/或充当跟踪游戏状态的令牌。 
一种常见的使用方法是打乱一副纸牌并将其面朝下放在游戏区域附近。当需要随机结果时，玩家抓一张牌，然后根据卡面上的内容决定结果。
另一种用法是，玩家抓牌并将其保留以供以后在游戏中使用，而不向其他玩家展示。卡牌以这种方式使用时成为了构成游戏资源的一部分。

### 吃/消除

一颗棋子在游戏Sidjah中被吃掉

在某些游戏中，玩家在游戏区域上拥有的棋子数量代表其当前在游戏中的实力。在此类游戏中，吃掉对手的棋子可能是一个重要目标，这意味着将其从游戏区域上移除。 
吃能通过以下数种方式进行：
- 将一颗己方棋子移动到被对方棋子占领的区域（如国际象棋、飞行棋）

- 使一颗己方棋子跳过被对方棋子占领的区域（如跳棋）

- 声明对对方棋子的一次攻击，按游戏规则（如军棋、《光明會（英语：Illuminati (game)）》）或使用随机的方法（如《光明會：新世界秩序（英语：Illuminati: New World Order）》）来确定攻击的结果

- 将己方棋子以某种方式包围对方棋子或区域（如围棋）

- 使用游戏牌或其他游戏允许的游戏资源来吃掉对方的棋子

在某些游戏中，吃掉的棋子被简单地移出游戏，并且在游戏中不再具有任何作用（如国际象棋）。在一些其他游戏中，吃掉的棋子会被移除，但可以在稍后根据各种规则（如西洋双陆棋，飞行棋）返回游戏。也有玩家获得吃掉的棋子并可以稍后在游戏中自己使用它们的情况（如将棋、黑白棋、《光明会》），这种情况不太常见。 
许多电子游戏以击杀计数的形式表示吃/消除机制，反映了游戏过程中消除的对方棋子的数量。

### 追赶
有些游戏包含一种机制，旨在使玩家越接近胜利就越难取得胜利。这背后的想法是让落后的玩家有机会追赶并有可能赢得比赛，而不是一旦落后就不可避免地遭受失败。这往往出现于诸如具有固定终点线的赛车游戏。
一个来自《卡坦岛》的例子：该游戏有一个中立的棋子（强盗），这会使附近地区的玩家的资源遭受盗窃。玩家有时可以移动强盗，选择将其放置在对将要赢得游戏的玩家造成最大破坏的位置。
另一个例子，在诸如蛇梯棋这样的掷赛游戏中经常出现，就是要求通过掷骰或转转盘来得到到达终点线所需的确切数字；例如，如果玩家距离终点线只有四格位置，那么他们必须用骰子掷出一个四，或用转盘转出一个四。如果得到的点数超过四，则该回合弃权让给下一个玩家。
有些游戏则采用相反的机制，使领先的玩家更有机会获胜，例如《地产大亨》，这样游戏能更快结束。这种机制在零和游戏中可能是理想的。

### 骰子

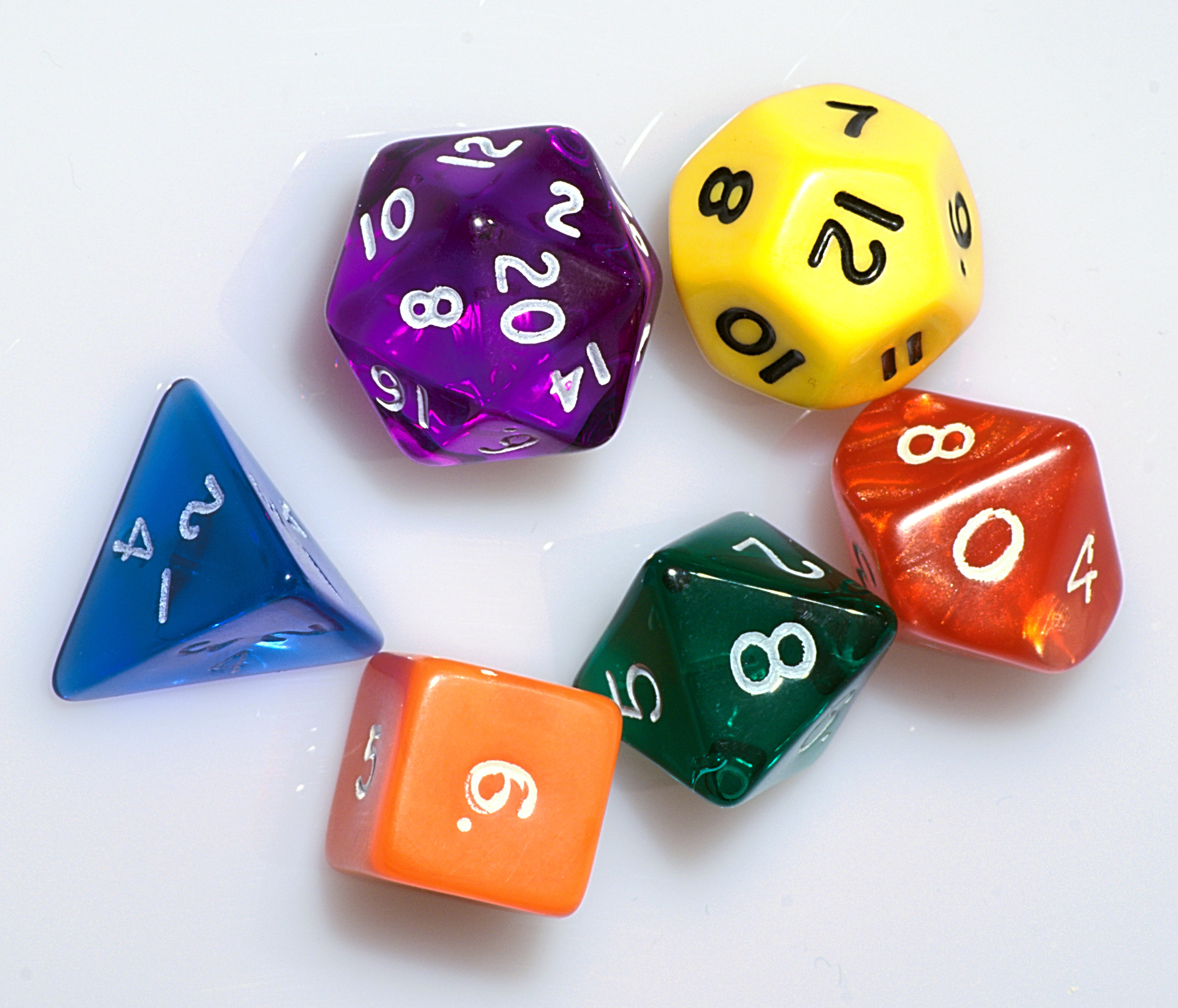
不同面数的骰子

有些游戏涉及骰子的使用，通常将其用作随机数生成器。游戏中使用的大多数骰子是从1到6的标准立方骰子，尽管存在游戏使用带有多面或标有数字以外符号的骰子。
骰子最常见的用途是随机确定游戏中一次互动的结果。一个例子是玩家掷骰以确定要移动棋子的距离。
骰子通常确定游戏中玩家之间冲突的结果，掷骰的不同结果对每个参与的玩家都有不同的有利（或不利）影响。这在模拟直接利益冲突的游戏中很有用。

### 移动

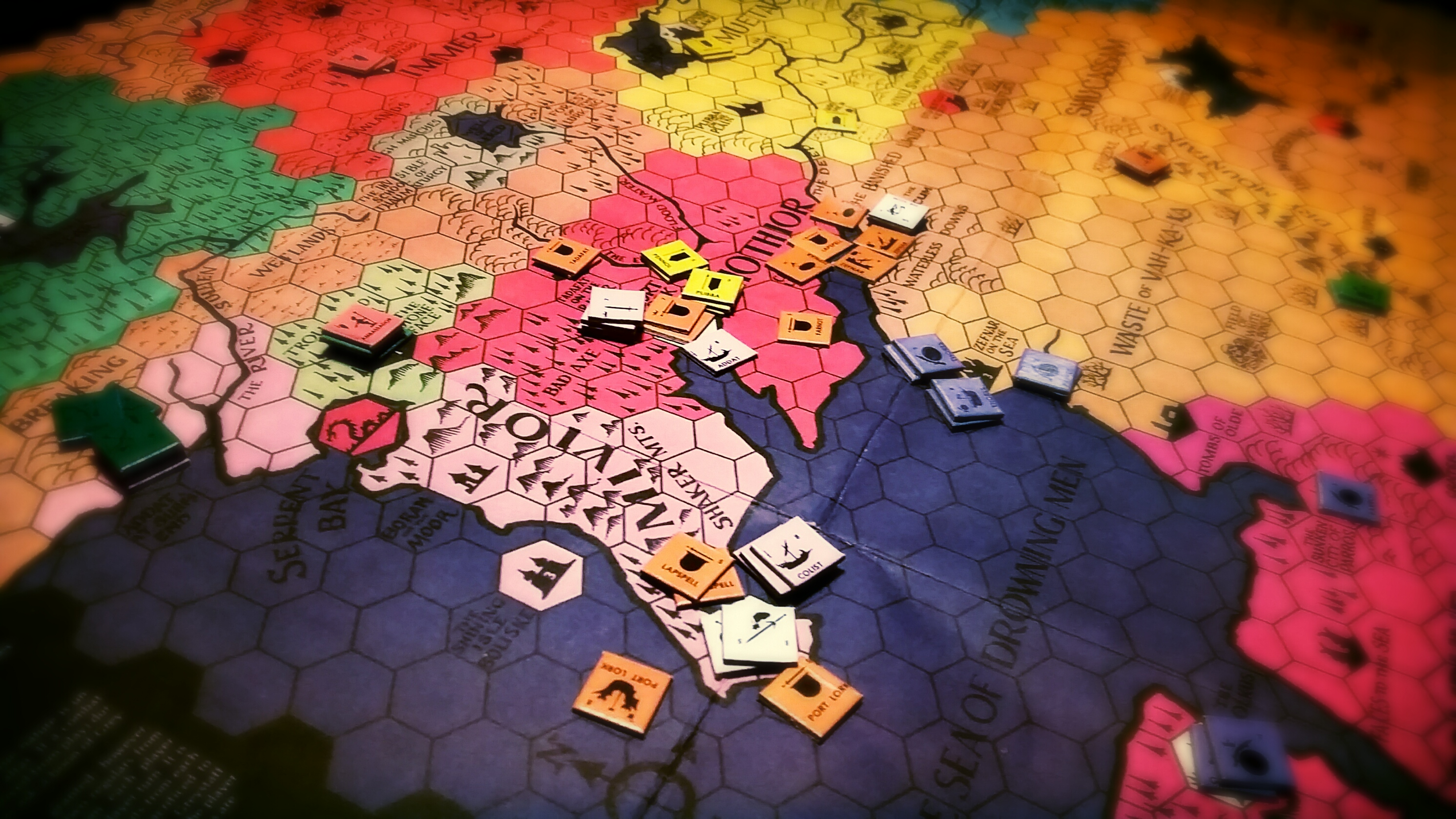
《神权_(游戏)》的六角板

许多图版游戏都涉及棋子的移动。这些棋子如何移动以及何时移动由移动机制决定。
一些游戏板或多或少地分成大小相等的区域，每个区域都可以被一个或多个棋子占据。移动规则将指定如何以及何时将棋子移动到另一个区域。例如允许玩家将棋子移动到相邻区域，但不能再移动到更远的区域。有时使用骰子可以使移动随机化。
其他游戏尤其是微縮模型戰棋，在没有标记区域的版图上进行游玩。在这种情况下，一种常见的移动机制是用尺子测量微缩模型允许移动的距离。有些海军战争游戏也使用方向键来限制移动方向。

### 资源管理
许多游戏都涉及资源管理。游戏中的棋子、金钱、土地、自然资源、人力资源和游戏点数等都可称为游戏资源。资源管理以玩家当前资源状况和玩家期望得到的结果（即赢得游戏）为背景，要求玩家对各种类型的可用资源进行权衡比较。游戏具有规定玩家如何收集，使用或交换各种资源的规则。在这样的规则下玩家对资源的熟练管理可以影响游戏的结果。

### 风险与奖励
在某些游戏中，玩家可以选择“试试自己的运气”，在这种情况下，玩家必须权衡挑战带来的的风险和获得奖励的机会。例如，在《贝奥武夫：传奇》中，玩家可以选择“冒险”，成功能获得收益卡，失败则会削弱玩家的最终获胜机会。

### 角色扮演
角色扮演游戏通常采用依靠玩家扮演虚构角色的能力程度来确定游戏中行为有效性的机制。虽然早期的角色扮演游戏（例如《龙与地下城》）在很大程度上依靠群体共识或一个玩家（被称为地下城主或游戏管理员）的判断，或是依靠诸如骰子之类的随机数生成器，但后世的叙事游戏使用结构性和集成度更高的系统，允许通过角色扮演激发玩家的创意，使扮演角色和运用规则共同组成了游戏玩法。

### 拼板
许多游戏会用到版块——规则形状，表面平滑的刚性物件——可以放置在平坦表面上相互嵌合。这种版块的表面上通常有图案或符号，这些图案或符号在嵌合时会结合在一起，形成游戏机制层面上重要的组合。
玩家通常可以随机地抽取版块，或是在将它们放置在游戏区域上之前即时抽取，抑或是将版块分组，玩家可以从中选择一个来玩。
版块可以通过以下两种不同的方式来使用：
- 版块本身对游戏的结果具有直接的意义，因为块在不同的时间处于不同的位置可以为玩家贡献不同的点数或资源。

- 版块构建成放置其他棋子的棋盘，这些棋子与块的交互作用提供了游戏点数或资源。

拼板机制的例子有：《Scrabble》，其中板块上是字母，玩家将其放下以形成单词和得分点； 《蒂卡尔》，玩家在其中放置代表新探索的丛林区域的板块，考古学家（以棋子表示）必须通过该板块来得分。

### 工人放置
工人放置机制是指玩家可以将有限数量的棋子（“工人”）分配给多个提供各种已定义动作的工作站。工人放置机制起源于图版游戏。 斯图尔特·伍兹将《Keydom》（1998；后重制并更名为《阿拉丁的龙》）确定为第一个实施该机制的游戏。《凯吕斯》（2005）的推出使得工人放置受到玩家们的喜爱，并在游戏成功后成为德式桌上游戏的主流。使用该机制的其他流行图版游戏有《石器时代》和《Agricola》。尽管该机制主要与图版游戏相关，但工人放置概念已用于分析其他游戏类型。 例如，亚当斯和多曼在即时战略游戏《星际争霸》中描述了对SCV单位的任务分配，就是工人放置机制的一个例子。

### 游戏模式
游戏模式是一种特殊的配置，可以改变游戏玩法并影响其他游戏机制。具有多种模式的游戏将在每个模式中呈现不同的设定，从而改变游戏特定元素的游玩方式。游戏模式中最常见的示例之一是电子游戏中的单人游戏模式与多人游戏模式模式选择，其中多人模式可以进一步分为合作模式或竞争模式。
常见的游戏模式例如限时模式，在该模式中，玩家需要尝试在有限的时间内得分，推动进度或通关关卡。马拉松模式的目标是连续不断地通过一定数量的关卡或挑战，而不在中途失败。
在游戏进行过程中更改模式可以用作增加难度和提供额外挑战的一种手段，也可以作为玩家成功的奖励。威力提升是持续一小段时间，仅会更改一个或几个游戏规则的模式，例如吃豆人中的能量药丸可以在几秒内使敌人能被吃掉。
其他例子有没有即定目标或进度的沙盒模式。另一个例子是将游戏内容划分为阶段或章节，其中每个阶段扩展了玩家相对于上一个阶段可以使用的规则，增加了游戏的复杂性和多样性。如果游戏通过移动到不同区域来进入到不同的阶段，则这些区域可被称为关卡或地图。如果角色通过动作或奖励解锁新能力，他们将获得一种称为经验值的货币。这些经验值可用于升级或增强各种预定功能。
游戏模式可能会限制或改变可用工具的行为（例如有限/无限的弹药，新武器，障碍或敌人，计时器等），建立不同的规则和游戏机制（例如改变重力，在格斗游戏中拿到第一击；在扑克中将纸牌面朝上玩），甚至改变整体游戏目标（在完成战役，故事或角色的职业生涯之后玩死亡竞赛或夺旗）。

## 胜利条件
胜利条件决定着玩家将如何赢得游戏。 胜利条件的例子包括必须在角色扮演类电子游戏中完成任务，或者在教育电子游戏中完成适当的技能训练。某些游戏还具有失败条件，例如在国际象棋中被将军，或是在抓人游戏中被抓。在这样的游戏中，获胜者是剩下的未满足失败条件的玩家。 游戏不限于一种胜利或失败的条件，并且可以一次组合其中几种。